# Рапкин, Луи
Луи Рапкин (фр. Rapkine Louis;14 июля 1904, Тихиничи Минской губернии — 13 декабря 1948, Париж) — французский биолог, биофизик, общественный деятель.

## Биография
Родился в семье портного Израиля Рапкина и Иды Соркиной. В 1911 году, спасаясь от погромов, эмигрировал с родителями во Францию, с 1913 года жил в Монреале (Канада), где поступил на медицинский факультет университета. Завершил образование в Париже. Рокфеллеровский стипендиат Сорбонны для проведения научных изысканий. Работал в исследовательской лаборатории профессора Р. Вюрмстера, с 1930 года исполнял обязанности заместителя директора Отдела биофизики Института физико-химии биологии. В 1933 году создал Французский Комитет по приему иностранных ученых и организации их деятельности, оказал содействие тридцати тысячам ученых из разных стран. В годы Второй мировой войны помогал ученым и деятелям культуры эвакуироваться из оккупированной Франции в США. С 1944 года работал в Пастеровском институте в Париже, осуществил план реорганизации научно-исследовательской работы. Награждён орденом Почетного легиона (1947).